# 塩谷保正
塩谷 保正（しおのや やすまさ）は、江戸時代の武士。

## 生涯
下野国塩谷郡の武将岡本保真の三男として生まれる。塩谷義通流塩谷氏の三代目。
寛永21年（1644年）、父保真が従兄弟の岡本義政の謀略により殺害されると（泉騒動）、父の跡を継いで御前原城主となったが、その後わずか半年で岡本義政ともども改易となった。
その後、保正は桜田御殿（甲府徳川家）に召し抱えられた。